# Pac-Man
Pac-Man (パックマン Pakkuman?), numit inițial Puck Man în Japonia, este un joc video de acțiune labirint din 1980 dezvoltat și lansat de Namco pentru arcade. În America de Nord, jocul a fost lansat de Midway Manufacturing ca parte a acordului de licențiere cu Namco America. Jucătorul controlează pe Pac-Man, care trebuie să mănânce toate punctele înăuntrul unui labirint închis în timp ce evită patru fantome colorate. Mâncând puncte mari intermitente numite "Peleți de putere" fac ca fantomele să devină temporar albastre, permițând lui Pac-Man să le mănânce pentru puncte bonus.
Dezvoltarea jocului a pornit la începutul lui 1979, regizat de Toru Iwatani cu o echipă de nouă oameni. Iwatani a vrut să creeze un joc care să le placă atât femeilor cât și bărbaților, deoarece majoritatea jocurilor de pe vremea aceea aveau teme fie de război, fie de sport. Deși inspirația pentru personajul Pac-Man a fost o imagine a unei pizza cu o felie tăiată, Iwatani a spus că a rotunjit cuvântul japonez pentru gură, kuchi (japoneză 口). Personajele din joc au fost făcute să fie drăguțe și colorate pentru a atrage jucătorii mai tineri. Titlul original japonez Puck Man a fost derivat din fraza japoneză paku paku taberu, care se referă la a înghiți ceva; titlul a fost schimbat în Pac-Man pentru lansarea nord-americană.
Pac-Man a fost un succes comercial și critic pe scară largă, dând naștere la o mulțime de continuări, mărfuri și două seriale de televiziune, și de asemenea la un single de succes "Pac-Man Fever", de Buckner & Garcia. Personajul Pac-Man a devenit mascota oficială a Bandai Namco Entertainment. Jocul rămâne unul dintre jocurile cu cele mai mari încasări și cele mai vândute jocuri, generând venituri de peste 14 miliarde de dolari (din 2016) și 43 de milioane de unități în vânzări combinate și are o moștenire comercială și culturală de durată, enumerată în mod obișnuit ca unul dintre cele mai bune jocuri video din toate timpurile.

## Descrierea jocului
În Pac-Man, jucătorul trebuie să-l facă pe Pac-Man, un cerc galben, să se miște de-a lungul unui labirint. Scopul este să mănânce toate biluțele încercând în același timp să nu fie prins de fantome/monștri. Pentru puncte bonus, fructele care apar pot fi de asemenea mâncate. Când Pac-Man înghite o bilă albă, fantomele capătă culoarea albastră și pot fi de asemenea înghițite. Chiar dacă jocul are 256 de stagii, ultimul nivel nu poate fi terminat din cauza unei probleme apărute la crearea jocului. 
În Japonia jocul este numit Puck Man. Sunt câteva urmări datorate jocului. Hanna-Barbera a realizat un serial TV animat care a fost difuzat pe ABC în 1982. Jocul a făcut de asemenea parte din Muzeul Namco al jocurilor.

## Valoarea în puncte a fructelor
Valorile sunt următoarele: cireșele valorează 100 de puncte, zmeura este 300 de puncte ( în Ms. Pac Man, o continuare la Pac-Man valorează 200 de puncte), portocalele sunt 500 de puncte, merele 700 de puncte, pepenele valorează 1000 de puncte, Nava Intergalactică valorează 2000 de puncte, becul 3000 de puncte iar cheia valorează 5000 de puncte (valoarea navei,becului și cheii îl va ajuta pe jucător când mai are doar o viață sau niciuna).